# Kisigo
Der Kisigo ist ein Fluss in Tansania. Er ist saisonal, da er ein regenarmes Gebiet entwässert, neigt aber zu plötzlicher Überflutung. Er ist der größte der aus dem Westen kommenden Ruaha-Zuflüsse.

## Hydrometrie
Durchschnittliche monatliche Durchströmung des Kisigo gemessen an der hydrologischen Station in Kinunguru über die Jahre 2010 bis 2019 in m³/s. Der Kisigo fließt stark regenzeitabhängig, wie die meisten Flüsse in der Region.